# Klavsholm (Hellevad Sogn)
Skabelon:Underlinked
 For alternative betydninger, se Klavsholm. (Se også artikler, som begynder med Klavsholm)
Klausholm eller Klavsholm er en herregård beliggende i Hellevad Sogn.

## Ejere
- før 1661 Corfitz Ulfeldt og Leonora Christine
- 1661 kronen
- 1664 Jacob Eilersen
- 1683 Eiler Jacobsen
- 1693 Henrik Bornemann
- Jens Hansen til Boller
- 1699 Henrik Bille
- 1703 Kirsten Beck
- Jørgen Bille
- Schack Vietinghof greve Holck
- 1751 Peder Mathiasen Stenfeldt
- 1764 Carl fr. Hagstrøm
- 1781 Jørgen Gleerup
- 1784 Christoffer Qvist
- 1806 Thomas Wissing
- 1809 Poul Mortensen
- 1809 J.L. Schubarth
- 1815 Chr. F. Wichmann
- 1823 Løgstør fattigkommission
- 1823 Laurids Nielsen
- 1838 Knud Johan Rudolf Nielsen
- 1856 Hans Chr. Pape
- 1859 Chr. Fr. Ingerslev
- 1867 Hans Mortensen Holst
- 1882 N. S. G. Petersen
- 1883 A.C. M. Henningsen
- Lars Mikkelsen
- Kreditfore. af Jyske Landejendomsbesid.
- 1896 Jens Johansen
- Jesper Johansen[1]